# Igor Karačić
Igor Karačić (Mostar, 1988. november 2. –) horvát válogatott kézilabdázó.

## Pályafutása

### Klubcsapatban
Igor Karacic Mostarban született, szülei révén bosnyák származású. Pályafutása elején a Zrinjski Mostarban kézilabdázott, a 2010–2011-es szezonban bajnoki címet nyert a csapattal. 2007-ben igazolt Horvátországba, az RK Metković csapatához. Ezt követően játszott a Perutnina Pipo és az Rk Bosna Sarajevo csapatában is, majd 2012 februárjában a macedón Vardar Szkopje játékosa lett. Az első teljes szezonjában bajnok lett a csapattal. 2014 februárjában 2017 nyaráig szerződést hosszabbított az együttessel.
2014-ben, 2015-ben, 2016-ban, 2017-ben és 2018-ban újabb bajnoki címeket nyert a Vardarral, a regionális SEHA-ligában négyszer szerzett elsőséget, míg 2017-ben és 2019-ben a Bajnokok Ligáját is megnyerte a klub színeiben. Utóbbi évben őt választották a kölni Final Four legértékesebb játékosának. 2019 nyarától a lengyel Kielce játékosa.

### A válogatottban
2013-ban mutatkozott be a horvát válogatottban, amellyel abban az évben ezüstérmes lett a Mediterrán játékokon. Részt vett a 2016-os riói olimpián, valamint tagja volt az abban az évben Európa-bajnoki bronzérmes csapatnak is.

## Család
Két testvére van. Ivan bosnyák válogatott kézilabdázó, Goran profi labdarúgó.

## Sikerei, díjai
Bosna Sarajevo
- Bosnyák bajnok: 2010–2011

Vardar
- Macedón bajnok: 2012–13, 2014–15, 2015–16, 2016–17, 2017–18, 2018-19
- Macedón kupagyőztes: 2014, 2015, 2016, 2017, 2018
- Macedón Szuperkupa-győztes: 2017
- Bajnokok Ligája-győztes: 2016–17, 2018–19
- SEHA-liga-győztes: 2013–14, 2016–17, 2017–18, 2018–19

Egyéni elismerés
- Dražen Petrović-díj: 2007